# Oblast Tula
Koordinaten: 53° 55′ N, 37° 23′ O
Die Oblast Tula (russisch Тульская область/ Tulskaja oblast) ist eine Oblast im westlichen Russland, rund 200 km südlich von Moskau.
Die Oblast liegt am Südrand des Moskauer Industriegebietes. Sie ist eine der am stärksten industrialisierten Gebiete des Landes. Die wichtigsten Industriezweige sind der Braunkohlebergbau, die lebensmittelverarbeitende Industrie und der Maschinenbau.

## Bevölkerung
Bei den letzten Volkszählungen in den Jahren 2002 und 2010 gab es eine Bevölkerungszahl von 1.675.758 respektive 1.553.925 Bewohnern. Somit sank die Einwohnerzahl in diesen acht Jahren um 121.833 Personen (−7,27 %). In Städten wohnten 2010 1.233.689 Menschen. Dies entspricht 79,39 % der Bevölkerung (in Russland 73 %). Bis zum 1. Januar 2014 sank die Einwohnerschaft weiter auf 1.521.497 Menschen. Die Verteilung der verschiedenen Volksgruppen sah folgendermaßen aus:
| Nationalität    | VZ 1989   | Prozent | VZ 2002   | Prozent | VZ 2010   | Prozent |
| --------------- | --------- | ------- | --------- | ------- | --------- | ------- |
| Russen          | 1.774.939 | 95,35   | 1.595.564 | 95,21   | 1.462.184 | 94,10   |
| Ukrainer        | 36.264    | 1,95    | 22.260    | 1,33    | 15.027    | 0,97    |
| Armenier        | 1.394     | 0,07    | 6.507     | 0,39    | 9.145     | 0,59    |
| Tataren         | 9.551     | 0,51    | 8.968     | 0,54    | 7.878     | 0,51    |
| Aserbaidschaner | 2.006     | 0,11    | 4.491     | 0,27    | 5.629     | 0,36    |
| Zigane          | 2.296     | 0,12    | 3.843     | 0,23    | 4.043     | 0,26    |
| Weißrussen      | 9.928     | 0,53    | 5.974     | 0,36    | 3.645     | 0,23    |
| Usbeken         | 790       | 0,04    | 782       | 0,05    | 3.263     | 0,21    |
| Deutsche        | 7.049     | 0,38    | 4.689     | 0,28    | 2.718     | 0,17    |
| Moldawier       | 1.912     | 0,10    | 1.656     | 0,10    | 2.128     | 0,14    |
| Einwohner       | 1.861.411 | 100,00  | 1.675.758 | 100,00  | 1.553.925 | 100,00  |

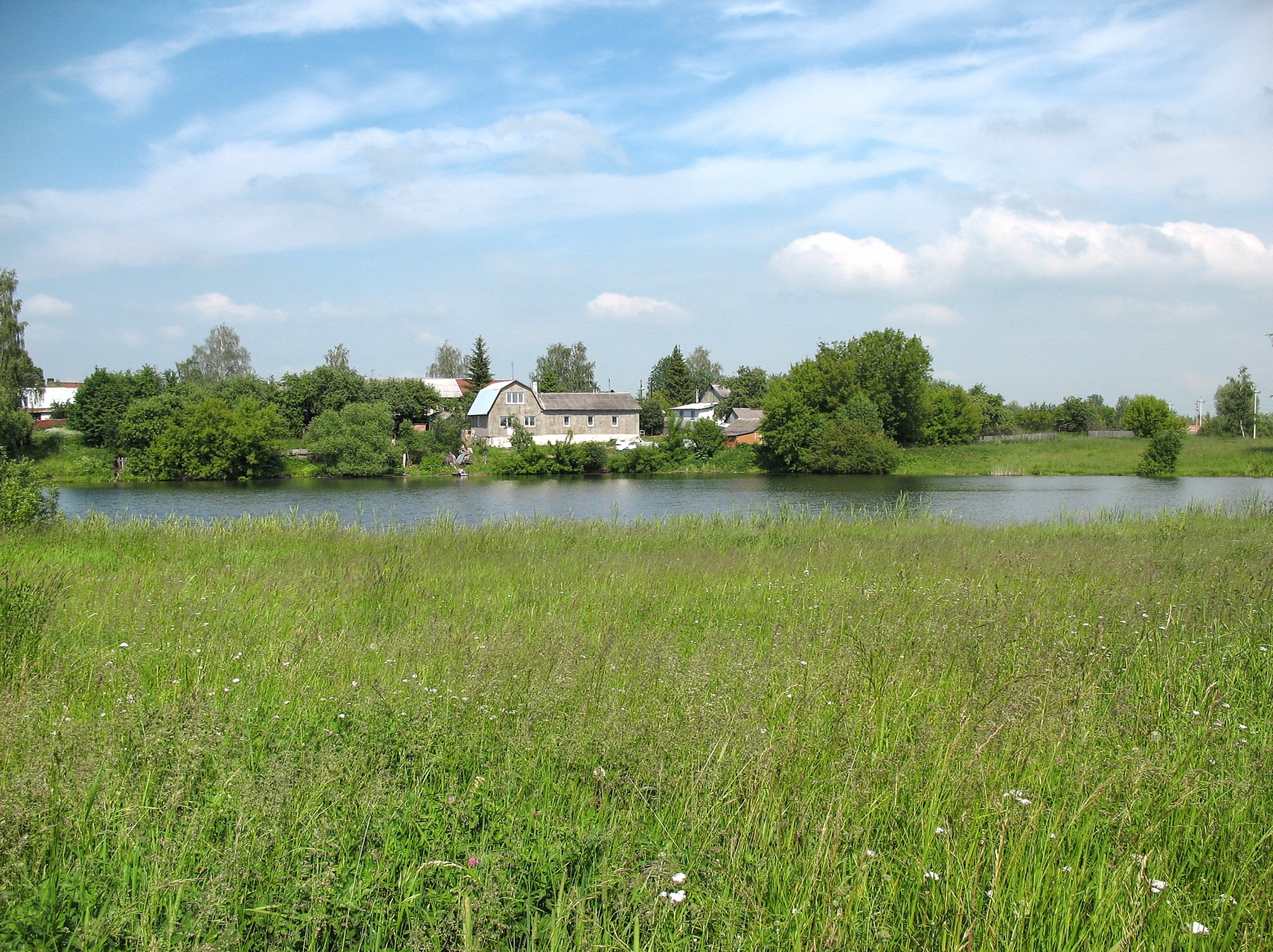
Der Schtschokino-Teich in der Oblast Tula

Anmerkung: die Anteile beziehen sich auf Gesamtzahl der Einwohner. Also mitsamt dem Personenkreis, der keine Angaben zu seiner ethnischen Zugehörigkeit gemacht hat (2002 4.312 resp. 2010 19.778 Personen)
Die Bevölkerung des Gebiets besteht zu rund 95 % aus Russen. Die Ukrainer sind die einzige bedeutende ethnische Minderheit in der Oblast Tula. Weitere traditionell dort siedelnde größere Volksgruppen sind die Juden (1959: 4951; 2010: 838 Personen), Russlanddeutschen (1959: noch 12.928), Tataren (1959: 15.431) und Weißrussen (1959: 11.032). Deren Zahlen sinken allerdings stark. Aus dem Nordkaukasus, Transkaukasus und Zentralasien dagegen sind seit dem Ende des Zweiten Weltkriegs Zehntausende Menschen zugewandert. Nebst den oben aufgeführten Nationalitäten auch viele Tadschiken (1959: 0; 2010: 1837 Personen), Georgier (1959: 403; 2010: 1807) und Jesiden (1959: 0; 2010: 1075).

## Verwaltungsgliederung und größte Orte
Die Oblast Tula gliedert sich in 19 Rajons und 7 Stadtkreise. Ihr Verwaltungszentrum Tula hat knapp 500.000 Einwohner, andere wichtige Städte sind Nowomoskowsk, Donskoi, Alexin, Schtschokino und Uslowaja. Insgesamt gibt es in der Oblast 19 Städte und 11 Siedlungen städtischen Typs.

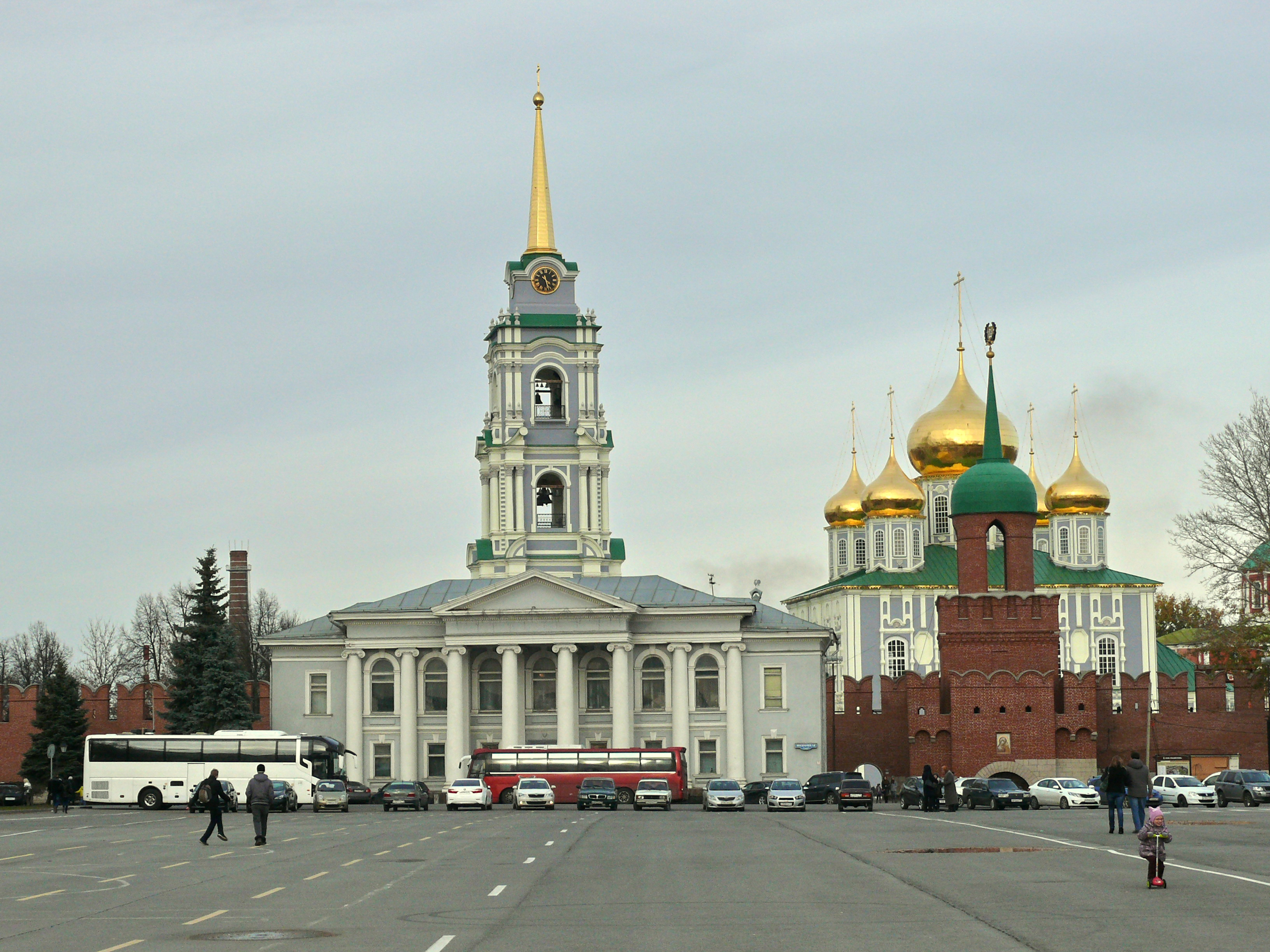
Teilansicht des Kremls von Tula

| Name         | Russisch     | Einwohner (14. Oktober 2010) |
| ------------ | ------------ | ---------------------------- |
| Tula         | Тула         | 501.169                      |
| Nowomoskowsk | Новомосковск | 131.386                      |
| Donskoi      | Донской      | 64.552                       |
| Alexin       | Алексин      | 61.732                       |
| Schtschokino | Щёкино       | 58.139                       |
| Uslowaja     | Узловая      | 55.282                       |